# Kīleh Golān
Kīleh Golān (persiska: كيله گلان, كِيلِه گُلان, Kelīleh Galān, Qīlavān, Kīlūlān, قيلَوان, كِليلِه گَلان, كيلولان) är en ort i Iran.   Den ligger i provinsen Kurdistan, i den nordvästra delen av landet, 400 km väster om huvudstaden Teheran. Kīleh Golān ligger 1 697 meter över havet och antalet invånare är 403.
Terrängen runt Kīleh Golān är huvudsakligen kuperad. Kīleh Golān ligger nere i en dal. Runt Kīleh Golān är det ganska tätbefolkat, med 65 invånare per kvadratkilometer. Närmaste större samhälle är Mūchesh, 6,4 km väster om Kīleh Golān. Trakten runt Kīleh Golān består i huvudsak av gräsmarker.